# オスカール・ディルレヴァンガー
オスカール・パウル・ディルレヴァンガー(ドイツ語: Oskar Paul Dirlewanger, 1895年9月26日 - 1945年6月7日）は、ナチス・ドイツの武装親衛隊将官。最終階級は親衛隊上級大佐で、第36SS武装擲弾兵師団の師団長を務めた。

## 生涯

### 出生からスペイン内戦まで
ディルレヴァンガーは1895年、ヴュルツブルクに生まれた。第一次世界大戦では一年志願兵としてバイエルン王国陸軍に入隊。負傷を重ねて後送されたが再び前線勤務に志願。少尉に任官して機関銃中隊を指揮し、一級および二級鉄十字章の両方を受章した。
戦後はさまざまなフライコールに参加し、ルール蜂起および上シレジア地方にて戦う。義勇軍活動の間にフランクフルト・アム・マイン大学で政治学を学び、1922年に政治学博士号を取得した。
1933年に国民社会主義ドイツ労働者党（ナチ党）へ入党するが、結局追放される。一年後に再入党。このときの党員番号は#1,098,716であった。また親衛隊にも入隊、SS番号は#357,267であった。
この頃、ディルレヴァンガーは、銀行員、教師など様々な仕事に就いている。また武器の不法所持や横領で繰り返し有罪判決を受けている。
1934年、ディルレヴァンガーは、ドイツ女子同盟のメンバーであった13歳の少女に性的暴行を加えた罪、及び公用車を飲酒運転し車両に損害を与えた罪で逮捕され、有罪判決により2年の禁固刑が宣告された。このことにより、ディルレヴァンガーはこれまでに得た職、博士号並びに軍での名誉を全て失った。収監されていたルートヴィヒスブルク刑務所から釈放された後、ヴェルツハイム強制収容所に勤務する。そこでゴットロープ・ベルガーと友人となる。
ディルレヴァンガーは、1936年から1939年まで、当初はスペイン外人部隊に志願、スペイン内戦にコンドル軍団の義勇兵として参加し、3度負傷した。この負傷は彼の名誉回復に貢献した。また、ナチ党の支援もあり、フランクフルト・アム・マイン大学によって一度は失った博士号も回復された。

### 第二次世界大戦
第二次世界大戦の初め、ディルレヴァンガーは、武装親衛隊で博士としての能力を活かして職務を行い、親衛隊中尉に任命された。
その後、友人のゴットロープ・ベルガー親衛隊少将により、新たに編成される既決囚の密猟者による中隊規模の部隊の隊長に推薦され、1940年6月24日に隊長に任命された。
ディルレヴァンガーは、この部隊を率いてベラルーシでのパルチザン掃討任務に就き、1942年5月24日に2級鉄十字章、1942年9月16日に1級鉄十字章、1943年12月5日にはドイツ黄金十字章を授与された他、この間の戦闘においてディルレヴァンガーは、何度も負傷し、名誉戦傷金勲章も授与されている。
1944年8月のワルシャワ蜂起では、指揮下の第36SS武装擲弾兵師団を率いて出動した。1944年9月30日には、騎士鉄十字章を授与されている。
ディルレヴァンガーは、ここに至るまで指揮下の部隊の行き過ぎた行動と軍紀違反により、親衛隊法務本部によって何度も軍法会議にかけられそうになっているが、ベルガーの介入により、裁かれるのだけは回避している。
その後、スロヴァキアとハンガリーで奮戦するも、1945年2月中旬、オーデル川付近でソ連軍との戦闘中に負傷し、バイエルン州の病院で治療を受け、そのまま終戦を迎える。終戦後、自由フランス軍に逮捕されるが、1945年6月7日、捕虜収容所にて、ディルレヴァンガーを知っていたポーランド人の戦争捕虜によってリンチを受け、死亡する。
ただし、死亡前後の状況については不明な点が多く、戦後に複数の生存説が噂されたことから、フランスの法廷が1960年11月にディルレヴァンガーの身元を確認するために彼の死体の発掘を許可した。これによって彼の死が確認されたことにより、それらの生存説は否定された。

## 人物
博士としての能力を買われ、ナチスで活躍するも粗暴な言動が目立った上、異常な性癖の持ち主であったため、ナチス内部に於いて彼を敬遠する人物も少なくなかった。
反面、率先して戦闘に加わって何度も負傷したり、部下の面倒を私生活にまでわたって見るなど、彼を慕う部下は多かった。

## 第36SS武装擲弾兵師団
ディルレヴァンガーが隊長を務めた部隊で、カミンスキー旅団と並んで非常に悪名高い部隊であった。
当初は、中隊規模で構成員も既決囚の密猟者で改心したと認められた者という条件が遵守されていたが、ディルレヴァンガー自身の昇進と共に部隊の規模が拡大するに伴い、この条件を満たす者が枯渇したことから入隊できる犯罪者の枠が広げられ、軍法会議で有罪判決を受けた武装親衛隊員や国防軍将兵、強制収容所に収容された政治犯、一般刑事犯などで構成された単なる犯罪者集団になった。こうして最終的に部隊は師団（実際には旅団規模）にまで拡大した。
この部隊は主にポーランドやベラルーシにおけるパルチザン掃討などを任務としたが、隊員の来歴ゆえか各種の犯罪行為が絶えず、特に1944年8月に発生したワルシャワ蜂起の鎮圧の際には、主にロシア人の反共主義者で構成されたカミンスキー旅団と共に鎮圧そっちのけで民間人に対する虐殺、略奪、婦女暴行などの蛮行に走り、「武装親衛隊の面汚し」として国防軍はおろか武装親衛隊内部でも嫌われるようになった。